# Young Lions FC
Young Lions FC ou Garena Young Lions é um clube de futebol de Singapura, que competi na S.League Seu estádio chama-se Jalan Besar Stadium.

## História
A equipe foi criada pela federação de singapura em 2002, como base da equipe é de jogadores abaixo dos 23 anos, de origem cingapuriana. Eles jogam na S-League desde 2003. Tambem houve uma joint-venture com a Federação Malaia em 2011..

## S-League Temporadas
- 2003 - 12° (lanterna)
- 2004 - 3°
- 2005 - 6°
- 2006 - 3°
- 2007 - 5°
- 2008 - 9°
- 2009 - 8°
- 2010 - 9°
- 2011 - 9°
- 2012 - 10°
- 2013 - 12° (lanterna)
- 2014 - 10°